# Rudolf Hübscher

Plakat von Rudolf Hübscher, 1925

Rudolf Hübscher (* 17. Mai 1898 in Basel; † 7. September 1934 ebenda) war ein Schweizer Maler und Grafiker.

## Leben
Rudolf Hübscher wuchs mit seinen Geschwistern im St. Johann-Quartier in Basel auf. Er war ein Neffe von Ernesto Schiess sowie ein Cousin von Hans Rudolf Schiess. Hübscher studierte einige Semester Kunstgeschichte und wandte sich dann der Malerei zu. Seine Studienreisen führten ihn nach Paris, Florenz und München. Sein Werk umfasst Wandbilder für Basler Schulen sowie Illustrationen zu selbst verfassten Kinderbüchern.